# 電子スピン共鳴イメージング
電子スピン共鳴イメージング（でんしスピンきょうめいイメージング）とは不対電子のエネルギー吸収を特異的に検出することができる電子スピン共鳴分光を利用して電子スピンの分布を可視化するイメージング法。

## 概要
マイクロ波による電子スピンの共鳴を用いた手法で、不対電子のエネルギー吸収を特異的に検出することができる電子スピン共鳴、(ESR)分光（電子常磁性共鳴(EPR)とも呼ばれる）は、フリーラジカル分子の研究において強力な計測手法となっていて、ESR分光は、核磁気共鳴(NMR)とは兄弟関係にある磁気共鳴分光法で、核磁気共鳴画像法（核スピンの可視化）同様に過去30年間に渡り、電子スピンの分布を可視化するイメージング法も研究されてきた。
通常は静磁場中の試料に8-300 GHzの周波数帯のマイクロ波を照射することで、電子にエネルギーを吸収させる。生体の計測時には水による誘電損失が生じるため、小動物のイメージングでは300-1500 MHz程度の低い周波数を使用する事が多い。フリーラジカルの同定や定量を行うことができる。
従来は3次元画像計測は長い計測時間が必要とされ、生体内でのレドックスマップを得ることは容易ではなかったが、近年、高速に磁場を掃引するEPRイメージング装置の開発により、生体内でのレドックス反応の空間分布や生体内で寿命が短いフリーラジカル種の検出、測定が可能になり、電子スピンの3次元空間分布を計測する技術が開発され、高速EPRイメージングを用いて，生体内の酸化還元状態の可視化が可能になった。電子スピンの緩和時間はナノ秒からマイクロ秒のオーダーでNMRと同様のパルス法による計測は容易ではなく、生体を対象とする低周波・低磁場のESR計測では連続波を用いた計測が主に用いられている。解像度はMRIに及ばないものの、脳機能の解明に有用な画像が得られる。

## MRIとの比較
- MRIで撮像に利用する水素原子核磁気モーメントはEPRで撮像に使用する電子磁気モーメントの約1/1840[5]。
- MRIで撮像時に使用する周波数帯がパルス技術が容易な高周波領域で、EPRではマイクロ波領域でパルス化は困難[5]。
- MRIでは共鳴吸収されたエネルギーの緩和時間が3桁ほど長いので時間領域技術すなわちフーリエ変換技術を利用可能だが、EPRでは困難[5]。
- MRIで撮像時に使用する高周波は生体での電磁波吸収が殆どないが、EPRでは生体で吸収されるマイクロ波を使用する[5]。
- MRIで撮像時に使用する水素原子は人間の体内には約110Mol/ℓの超高濃度で存在するがEPRで撮像対象の不対電子の存在は疎ら[5]。

## 歴史
核磁気共鳴画像法を開発したポール・ラウターバーがFlemy塩をキャピラリーに入れてEPR zeugmatography を試みたと言われているものの、発表はされていないので真偽の程は不明で、1980年前後に南アフリカのHochとDayはダイアモンド中の窒素原子を測定して、東ドイツのKartheとWehrdorferはDPPH（diphen- yl-picryl-hydrazil）固体を測定して、日本の大野は硫酸水溶液を凍結した円筒形試料にγ線照射した時に安定捕捉される水素原子および重水素原子の分布を測定した。その後、常磁性物質の研究に使用された。